# Giovanni Domenico Cassini
Giovanni Domenico Cassini, in Frankrijk bekend als Jean-Dominique Cassini of Cassini I (Perinaldo in de toenmalige Republiek Genua, 8 juni 1625 – Parijs, 14 september 1712) was een Italiaans-Frans astronoom en ingenieur.

## Astronomie
Cassini was een astronoom in het Observatorium van Panzano in de jaren 1648 tot 1669. Hij onderwees astronomie aan de universiteit van Bologna. In 1655 ontwierp hij een 66 meter lange zonnewijzer die geplaatst werd in de vloer van de San Petronio te Bologna.
In 1669 kwam hij op verzoek van Colbert naar Frankrijk, waar hij zich liet naturaliseren en lid van de Académie des Sciences werd. Twee jaar later benoemde Lodewijk XIV hem tot directeur van het Observatorium van Parijs.

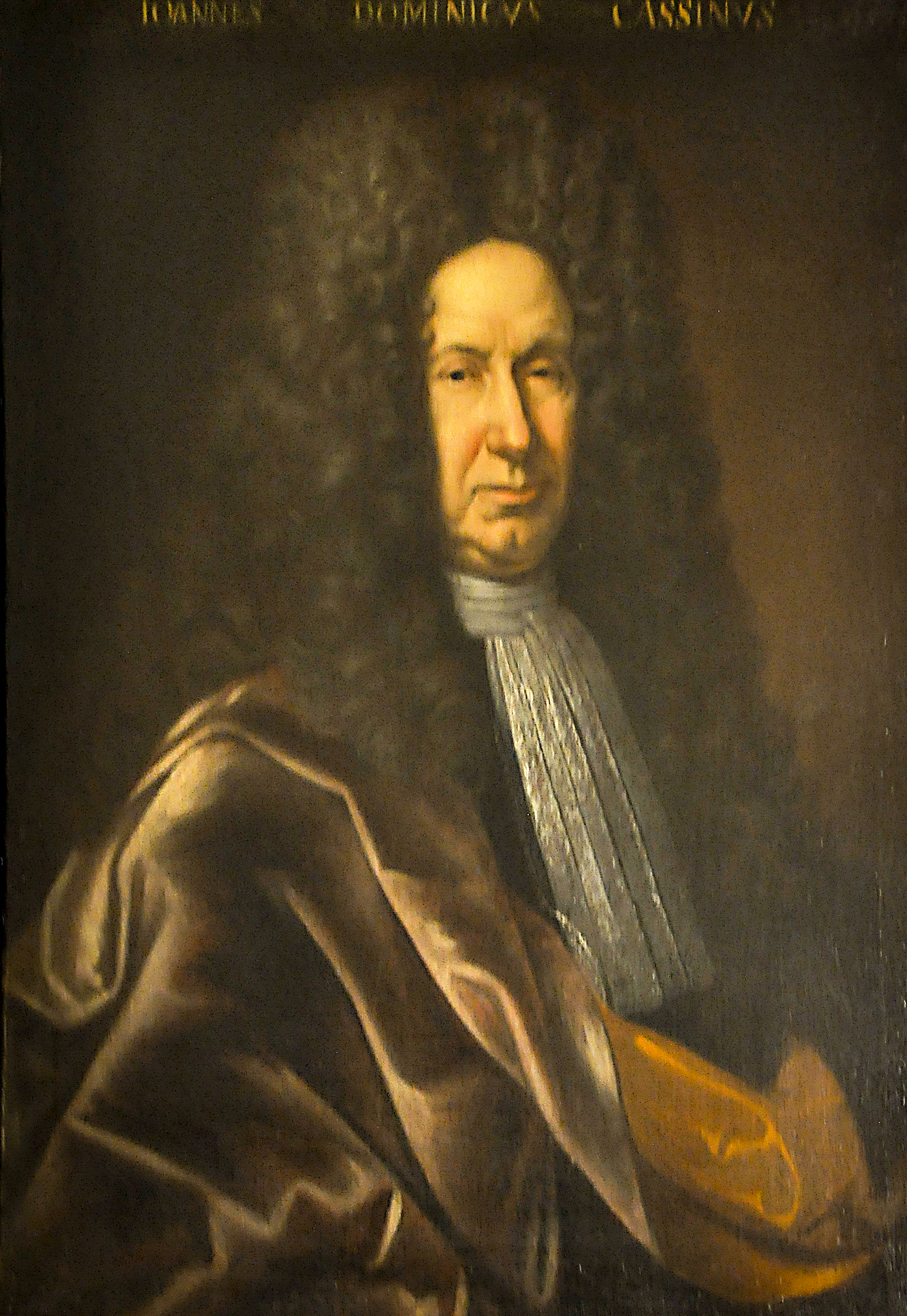
Giovanni Domenico Cassini
Palazzo Poggi, Bologna

Cassini is samen met Hooke de ontdekker van de Grote Rode Vlek (~1665). Cassini is de ontdekker van vier van de manen van Saturnus, Iapetus en Rhea in 1671 en 1672, en Tethys en Dione in 1684. Ook is hij de ontdekker van de Cassinischeiding (1675). In 1683 ontdekte hij het zodiakaal licht. Ongeveer in het jaar 1690 was hij de eerste die zag dat de rotatie van de atmosfeer van Jupiter niet overal gelijk is.
In het jaar 1672 heeft hij zijn collega Jean Richer naar Cayenne, Frans-Guyana gestuurd, terwijl hijzelf in Parijs bleef. De twee hebben gelijktijdig observaties gedaan van Mars, om de parallax te bepalen. Hierdoor waren zij de eersten die de werkelijke grootte van het zonnestelsel maten.
Cassini was de eerste die het lukte om metingen te maken van de lengtegraad volgens de methode van Galilei, door verduisteringen van de manen van Jupiter te gebruiken als klok. Hij was de vader van Jacques Cassini. Zijn nakomelingen zouden de Parijse sterrenwacht leiden tot aan de Franse Revolutie.

## Techniek
Cassini is door de paus ingehuurd voor rivierenbeheer en het tegengaan van overstromingen van de Po.

## Naar Cassini genoemd
- Cassini-Huygens missie naar Saturnus
- De Cassinischeiding in de ringen van Saturnus
- Cassini Regio, donker gebied op Iapetus
- Cassini, inslagkrater op de Maan
- Cassini, krater op Mars
- Ovalen van Cassini
- Identiteit van Cassini
- Cassini's maanmeisje (in Promontorium Heraclides, de zuidelijke uitloper van het Jura gebergte aan Sinus Iridum)
- Cassini's heldere vlek (Cassini's Bright Spot) ten noorden van de stralenkrater Tycho op de maan